# Centrómero

Partes de um cromossomo

O centrômero (português brasileiro) ou centrómero (português europeu) é a região mais condensada do cromossomo, normalmente localizada no meio dessa estrutura, onde as cromátides-irmãs entram em contato. Pode ser categorizado como parte da heterocromatina, visto corresponder a uma região de DNA inactiva — ou seja, os genes não têm actividade e não se expressam (não são transcritos, traduzidos, etc.). Está envolvido na divisão celular mediante o fuso mitótico.
Durante divisões celulares, é preciso transformar a cromatina - filamentos dispersos de material genético - de modo a condensá-la, sob a forma de cromossomos simples. Isso torna o material genético mais organizado, o que facilita sua posterior separação entre as células-filhas. Cada cromossomo simples contém uma molécula de DNA, com informações genéticas que diferem das encontradas nas demais cromossomas. No entanto, ambas as células-filhas devem receber todas essas informações. Assim, deve ocorrer a duplicação dos cromossomos. Por exemplo, se há 46 cromossomos simples em uma célula, há 46 moléculas distintas de DNA e cada célula nova deve receber integralmente essas moléculas. Dessa forma, a duplicação faz que haja 92 cromossomos, sendo 46 encaminhados para uma célula-filha e 46 para a outra.
Cada cópia de um cromossomo simples é denominada cromátide. As cromátides oriundas de um mesmo cromossomo simples - e que, portanto, são idênticas - são chamadas de cromátides-irmãs e encontram-se momentaneamente aos pares, formando os cromossomos duplicados. A estrutura responsável por mantê-las unidas é o centrômero.
O centrômero costuma dividir cada cromátide irmã em duas porções, denominadas braços. Assim, na maioria dos casos, há um braço da cromátide acima do centrômero e outro abaixo dele. No caso de cromossomos telocêntricos, porém, as cromátides são constituídas por um braço único, uma vez que o centrômero, nesse caso, se encontra na extremidade da cromossoma.
A origem dos centrômeros, tal qual a dos telômeros, é a heterocromatina constitutiva, uma porção da cromatina que não participa de sínteses proteicas (é inativa) e que não deve ser ativa nem nenhuma célula do organismo.

## Influência na classificação de cromossomos

Classificação cromossômica com base na posição do centrômero.

O centrômero recebe denominações diferentes dependendo da sua posição nos cromossomos:
- metacêntrico - quando o centrômero está localizado exatamente no meio do cromossomo;
- submetacêntrico - quando ele está "um pouco" afastado do centro (e, em cada cromátide, os braços têm tamanhos diferentes);
- acrocêntrico - quando o centrômero está mais próximo das extremidades do que do centro (mas não nas extremidades de uma cromátide). Os cromossomas acrocênticos humanos são: 13, 14, 15, 21 e 22.
- telocêntrico - quando ele está numa das extremidades do cromossomo.
- acêntrico- quando ele esta numa das extremidades e não possui mais genes acima deles sendo portando a extremidade final do cromossomo.

1. 1 2 3  «Biologia Celular Atlas Digital». www.ufrgs.br. Consultado em 21 de setembro de 2019
2. 1 2  «Cromossomos. Tipos de cromossomos». Alunos Online. Consultado em 21 de setembro de 2019